# Женская волейбольная Евролига 2021
12-й розыгрыш женской волейбольной Евролиги — международного турнира по волейболу среди женских национальных сборных стран-членов ЕКВ — проходил с 27 мая по 20 июня 2021 года с участием 19 команд (11 — в Золотой лиге, 8 — в Серебряной лиге). Победителем Золотой лиги стала сборная Болгарии. В Серебряной лиге первенствовала сборная Боснии и Герцеговины.

## Команды-участницы
| Золотая лига                                                                                  | Серебряная лига                                                                    |
| --------------------------------------------------------------------------------------------- | ---------------------------------------------------------------------------------- |
| Азербайджан Беларусь Болгария Венгрия Испания Румыния Словакия Украина Франция Хорватия Чехия | Австрия Босния и Герцеговина Израиль Латвия Люксембург Португалия Словения Эстония |

## Система розыгрыша
Соревнования проводятся в двух дивизионах — Золотой и Серебряной лигах. На предварительном этапе команды разделены на три (Золотая лига) и две (Серебряная лига) группы. В группах команды играют в два круга турами. В финальный этап Золотой лиги выходят победители групп и лучшая команда из числа занявших в группах вторые места (учитываются результаты , в финальный этап Серебряной лиги — до две лучшие команды из групп. Решающие стадии обеих лиг проводится по системе «финала четырёх» — полуфиналы и финалы за 3-е и 1-е места. 
Первичным критерием при распределении мест в группах являлось общее количество побед. При равенстве этого показателя в расчёт брались соотношение партий, мячей, результаты личных встреч. За победы со счётом 3:0 и 3:1 команды получали по 3 очка, за победы 3:2 — по 2 очка, за поражения 2:3 — по 1 очку, за поражения 0:3 и 1:3 очки не начислялись.
По группам предварительного этапа команды-участницы были распределены по системе "змейка" в соответствии с их рейтингом ЕКВ по состоянию на 1 января 2020 года (указан в скобках). Таким образом были сформированы 3 группы предварительного этапа Золотой лиги и две группы Серебряной. 
Золотая лига
| Группа A                                               | Группа B                                               | Группа С                                           |
| ------------------------------------------------------ | ------------------------------------------------------ | -------------------------------------------------- |
| Азербайджан (5) Испания (14) Румыния (15) Франция (20) | Болгария (8) Украина (13) Словакия (15) Финляндия (21) | Хорватия (9) Беларусь (11) Венгрия (17) Чехия (19) |

Финляндия отказалась от участия.
Серебряная лига
| Группа A                                                | Группа B                                                           |
| ------------------------------------------------------- | ------------------------------------------------------------------ |
| Словения (18) Австрия (27) Израиль (29) Люксембург (36) | Португалия (23) Эстония (25) Босния и Герцеговина (30) Латвия (30) |

## Золотая лига

### Предварительный этап

#### Группа А
| М | Команда     | 1       | 2       | 3       | 4       | И | В | П | С/П   | О  |
| - | ----------- | ------- | ------- | ------- | ------- | - | - | - | ----- | -- |
| 1 | Испания     |         | 3:1 2:3 | 3:2 2:3 | 3:0 3:1 | 6 | 4 | 2 | 16:10 | 13 |
| 2 | Франция     | 1:3 3:2 |         | 2:3 3:0 | 3:1 3:0 | 6 | 4 | 2 | 15:9  | 12 |
| 3 | Румыния     | 2:3 3:2 | 3:2 0:3 |         | 3:0     | 6 | 4 | 2 | 14:10 | 11 |
| 4 | Азербайджан | 0:3 1:3 | 1:3 0:3 | 0:3     |         | 6 | 0 | 6 | 2:18  | 0  |

1-й тур. 28—30 мая.  Клуж-Напока.
28 мая. Румыния — Франция 3:2 (17:25, 23:25, 26:24, 26:24, 15:11); Испания — Азербайджан 3:0 (25:22, 25:22, 25:12).
29 мая. Румыния — Азербайджан 3:0 (25:14, 25:13, 25:11); Испания — Франция 3:1 (25:18, 22:25, 25:18, 25:23).
30 мая. Испания — Румыния 3:2 (13:25, 25:14, 21:25, 25:16, 15:9); Франция — Азербайджан 3:1 (25:21, 19:25, 25:13, 25:20).
2-й тур. 4—6 июня.  Арн.
4 июня. Испания — Азербайджан 3:1 (25:19, 22:25, 25:21, 25:13); Франция — Румыния 3:0 (25:17, 25:18, 25:23).
5 июня. Румыния — Испания 3:2 (24:26, 24:26, 25:20, 25:21, 15:12); Франция — Азербайджан 3:0 (25:14, 25:19, 25:20).
6 июня. Румыния — Азербайджан 3:0 (26:24, 25:12, 27:25); Франция — Испания 3:2 (16:25, 25:23, 17:25, 25:14, 15:10).

#### Группа В
| М | Команда  | 1   | 2       | 3       | И | В | П | С/П  | О  |
| - | -------- | --- | ------- | ------- | - | - | - | ---- | -- |
| 1 | Болгария |     | 3:0     | 3:0     | 4 | 4 | 0 | 12:0 | 12 |
| 2 | Словакия | 0:3 |         | 2:3 3:1 | 4 | 1 | 3 | 5:10 | 4  |
| 3 | Украина  | 0:3 | 3:2 1:3 |         | 4 | 1 | 3 | 4:11 | 2  |

 Финляндия — отказ.
1-й тур. 28—30 мая.  Запорожье.
28 мая. Болгария — Словакия 3:0 (25:14, 26:24, 25:15).
29 мая. Украина — Словакия 3:2 (22:25, 25:22, 14:25, 25:15, 15:7).
30 мая. Болгария — Украина 3:0 (28:26, 25:13, 25:22).
2-й тур. 4—6 июня.  Пловдив.
4 июня. Болгария — Словакия 3:0 (25:21, 25:14, 25:22).
5 июня. Болгария — Украина 3:0 (25:23, 25:20, 25:12).
6 июня. Словакия — Украина 3:1 (23:25, 30:28, 25:14, 25:13).

#### Группа С
| М | Команда  | 1       | 2       | 3       | 4       | И | В | П | С/П   | О  |
| - | -------- | ------- | ------- | ------- | ------- | - | - | - | ----- | -- |
| 1 | Чехия    |         | 3:1 2:3 | 3:1 2:3 | 3:0     | 6 | 4 | 2 | 16:8  | 14 |
| 2 | Хорватия | 1:3 3:2 |         | 3:0 3:2 | 2:3 3:0 | 6 | 4 | 2 | 15:10 | 11 |
| 3 | Беларусь | 1:3 3:2 | 0:3 2:3 |         | 3:1 0:3 | 6 | 2 | 4 | 9:15  | 6  |
| 4 | Венгрия  | 0:3     | 3:2 0:3 | 1:3 3:0 |         | 6 | 2 | 4 | 7:14  | 5  |

1-й тур. 28—31 мая.  Прага.
28 мая. Венгрия — Хорватия 3:2 (24:26, 25:20, 29:31, 25:21, 15:11).
29 мая. Чехия — Хорватия 3:1 (25:13, 20:25, 28:26, 25:22); Беларусь — Венгрия 3:1 (25:19, 26:24, 16:25, 25:22).
30 мая. Хорватия — Беларусь 3:0 (25:23, 25:15, 25:20); Чехия — Венгрия 3:0 (25:16, 25:17, 25:16).
31 мая. Чехия — Беларусь 3:1 (25:7, 22:25, 25:12, 25:21).
2-й тур. 2—4 июня.  Прага.
2 июня. Хорватия — Беларусь 3:2 (25:23, 16:25, 25:16, 24:26, 15:9); Чехия — Венгрия 3:0 (25:21, 25:21, 25:20).
3 июня. Венгрия — Беларусь 3:0 (25:14, 25:18, 25:16); Хорватия — Чехия 3:2 (20:25, 27:25, 25:21, 24:26, 15:12).
4 июня. Хорватия — Венгрия 3:0 (25:21, 25:16, 25:23); Беларусь — Чехия 3:2 (25:22, 25:18, 20:25, 21:25, 15:8).

#### Итоги
По итогам предварительного этапа в «финал четырёх» вышли победители групп (Испания, Болгария, Чехия) и лучшая из команд, занявших в группах вторые места (Хорватия). При квалификации среди вторых команд групп не учитывались матчи против команд, занявших в группах четвёртые места (Хорватия — 3 победы, Франция — 2, Словакия — 1).

### Финал четырёх
19—20 июня 2021.  Русе
Участники:
 Болгария 

 Испания 

 Чехия 

 Хорватия

#### Полуфинал
19 июня
 Хорватия —  Испания
3:1 (25:12, 10:25, 25:18, 25:23).
 Болгария —  Чехия
3:0 (25:13, 25:23, 25:19).

#### Матч за 3-е место
20 июня
 Испания —  Чехия
3:2 (28:26, 10:25, 23:25, 25:16, 15:10).

#### Финал
| 20 июня 2021 | \| Болгария \| 3:1 cev.eu \| Хорватия \| \| Гергана Димитрова (9) Христина Вучкова (2) Эмилия Димитрова (19) Элица Василева (15) Нася Димитрова (14) Лора Китипова (1) Жана Тодорова (либеро) Петя Баракова (4) Мирослава Паскова (1) Александра Миланова \| Голы \| Лаура Милош (12) Божана Бутиган (12) Саманта Фабрис (18) Матея Икич (11) Бета Думанчич Клара Перич (6) Николина Божичевич (либеро) Рене Сайн (либеро) Люция Млинар (1) Катарина Павичич (1) Мартина Шамадан (3) \| | Русе Арена Русе 2500 зрителей |
| Счёт по партиям — 22:25, 25:22, 25:17, 25:20. Время матча — 1 час 53 минуты. Судьи: Владимир Олейник, Богдан Стойка.                                                                                          | | |
| Болгария | 3:1 cev.eu | Хорватия |
| Гергана Димитрова (9) Христина Вучкова (2) Эмилия Димитрова (19) Элица Василева (15) Нася Димитрова (14) Лора Китипова (1) Жана Тодорова (либеро) Петя Баракова (4) Мирослава Паскова (1) Александра Миланова | Голы | Лаура Милош (12) Божана Бутиган (12) Саманта Фабрис (18) Матея Икич (11) Бета Думанчич Клара Перич (6) Николина Божичевич (либеро) Рене Сайн (либеро) Люция Млинар (1) Катарина Павичич (1) Мартина Шамадан (3) |

### Итоги

#### Положение команд
| Болгария           |
| Хорватия           |
| Испания            |
| 4. Чехия           |
| 5—6. Франция       |
| 5—6. Словакия      |
| 7—9. Румыния       |
| 7—9. Беларусь      |
| 7—9. Украина       |
| 10—11. Венгрия     |
| 10—11. Азербайджан |

#### Призёры
Болгария: Гергана Димитрова, Нася Димитрова, Мария Йорданова, Мирослава Паскова, Лора Китипова, Петя Баракова, Борислава Сайкова, Мира Тодорова, Христина Вучкова, Эмилия Димитрова, Жана Тодорова, Элица Василева, Галина Карабашева, Александра Миланова. Тренер — Иван Петков.
  Хорватия: Рене Сайн, Эма Струняк, Божана Бутиган, Николина Божичевич, Клара Перич, Катарина Павичич, Люция Млинар, Матея Икич, Бета Думанчич, Саманта Фабрис, Мартина Шамадан, Лаура Милош, Леа Деак, Динка Кулич. Тренер — Даниэле Сантарелли.
  Испания: Ариадна Прианте Франсес, Лусия Проль Брунья, Альба-Мария Санчес Гарсия, Лукресия Кастельяно Энго, Кармен Унсуэ Басагойти, Карлота Гарсия Конрадо, Ракель Ласаро Кастельянос, Инмакулада Лавадо Фернандес, Лусия Варела Гомес, Мария Сегура Пальерес, Ана Эскамилья Серрано, Ракель Монторо Муньос, Маргалида-Виктория Писа, Дения Браво Кулебра. Тренер — Паскуаль Саурин.

#### Индивидуальные призы
MVP:  Жана Тодорова

## Серебряная лига

### Предварительный этап

#### Группа А
| М | Команда    | 1       | 2       | 3       | 4   | И | В | П | С/П  | О  |
| - | ---------- | ------- | ------- | ------- | --- | - | - | - | ---- | -- |
| 1 | Словения   |         | 3:0 3:2 | 3:0 3:1 | 3:0 | 6 | 6 | 0 | 18:3 | 17 |
| 2 | Австрия    | 0:3 2:3 |         | 3:0     | 3:0 | 6 | 4 | 2 | 14:6 | 13 |
| 3 | Израиль    | 0:3 1:3 | 0:3     |         | 3:0 | 6 | 2 | 4 | 7:12 | 6  |
| 4 | Люксембург | 0:3     | 0:3     | 0:3     |     | 6 | 0 | 6 | 0:18 | 0  |

1-й тур. 27—30 мая.  Люксембург.
27 мая. Словения — Австрия 3:0 (25:17, 25:17, 25:20).
28 мая. Австрия — Израиль 3:0 (25:16, 25:11, 25:21); Словения — Люксембург 3:0 (25:14, 25:13, 25:16).
29 мая. Израиль — Люксембург 3:0 (25:23, 25:19, 25:22).
30 мая. Словения — Израиль 3:0 (25:14, 25:15, 25:11); Австрия — Люксембург 3:0 (25:19, 25:15, 25:13).
2-й тур. 4—6 июня.  Марибор.
4 июня. Австрия — Люксембург 3:0 (25:15, 25:14, 25:20); Словения — Израиль 3:1 (22:25, 25:11, 25:19, 25:20).
5 июня. Австрия — Израиль 3:0 (25:18, 34:32, 25:15); Словения — Люксембург 3:0 (25:14, 25:19, 25:13).
6 июня. Израиль — Люксембург 3:0 (25:23, 25:16, 25:14); Словения — Австрия 3:2 (25:22, 25:22, 30:32, 19:25, 17:15).

#### Группа В
| М | Команда              | 1       | 2       | 3       | 4       | И | В | П | С/П   | О  |
| - | -------------------- | ------- | ------- | ------- | ------- | - | - | - | ----- | -- |
| 1 | Португалия           |         | 0:3 3:1 | 3:2 3:1 | 3:0     | 6 | 5 | 1 | 15:7  | 14 |
| 2 | Босния и Герцеговина | 3:0 1:3 |         | 2:3 3:0 | 3:0     | 6 | 4 | 2 | 15:6  | 13 |
| 3 | Эстония              | 2:3 1:3 | 3:2 0:3 |         | 3:0 3:1 | 6 | 3 | 3 | 12:12 | 9  |
| 4 | Латвия               | 0:3     | 0:3     | 0:3 1:3 |         | 6 | 0 | 6 | 1:18  | 0  |

1-й тур. 28—30 мая.  Зеница.
28 мая. Босния и Герцеговина — Латвия 3:0 (25:16, 25:16, 25:16); Португалия — Эстония 3:0 (25:16, 25:16, 25:16).
29 мая. Португалия — Латвия 3:0 (25:16, 25:16, 25:16); Эстония — Босния и Герцеговина 3:0 (25:16, 25:16, 25:16).
30 мая. Эстония — Латвия 3:0 (25:16, 25:16, 25:16); Босния и Герцеговина — Португалия 3:0 (25:16, 25:16, 25:16).
2-й тур. 1—3 июня.  Зеница.
1 июня. Португалия — Эстония 3:1 (24:26, 25:19, 25:19, 25:20); Босния и Герцеговина — Латвия 3:0 (25:12, 25:8, 25:15).
2 июня. Португалия — Латвия 3:0 (25:14, 25:21, 25:19); Босния и Герцеговина — Эстония 3:0 (25:9, 25:18, 25:20).
3 июня. Эстония — Латвия 3:1 (26:24, 24:26, 25:22, 25:18); Португалия — Босния и Герцеговина 3:1 (25:21, 17:25, 25:20, 25:23).

#### Итоги
По итогам предварительного этапа в «финал четырёх» вышли по две лучшие команды из групп (Словения, Австрия, Португалия, Босния и Герцеговина).

### Финал четырёх
11—12 июня 2021.  Марибор
Участники:
 Словения 

 Португалия 

 Австрия 

 Босния и Герцеговина

#### Полуфинал
11 июня
 Австрия —  Португалия
3:2 (25:23, 23:25, 22:25, 25:20, 15:6).
 Босния и Герцеговина —  Словения
3:1 (25:23, 19:25, 25:22, 26:24).

#### Матч за 3-е место
12 июня
 Словения —  Португалия
3:1 (25:21, 23:25, 25:23, 25:16).

#### Финал
12 июня
 Босния и Герцеговина —  Австрия
3:2 (25:22, 27:29, 23:25, 25:18, 15:7).

### Итоги

#### Положение команд
| (12) Босния и Герцеговина |
| (13) Австрия              |
| (14) Словения             |
| 4 (15). Португалия        |
| 5—6 (16—17). Израиль      |
| 5—6 (16—17). Эстония      |
| 7—8 (18—19). Латвия       |
| 7—8 (18—19). Люксембург   |

В скобках — места в общей классификации розыгрыша Евролиги-2021.

#### Призёры
Босния и Герцеговина: Айла Параджик, Жана Драгутинович, Милана Божич, Айла Хаджич, Ивана Радович, Анджелка Радишкович, Эдина Бегич, Эла Клопич, Эдина Селимович, Милица Ивкович, Дзенита Рашидович, Елена Бабич, Даяна Бошкович, Иман Исанович. Тренер — Стеван Любичич.
  Австрия: Андреа Дувняк, Тамина Хубер, Анна-Мария Байде, Аида Мехич, Саския Тратнигг, Моника Хртянска, Виктория Дайсль, Лиза-Мария Хагер, Урсула Эрхарт, Николина Марош, Анамария Галич, Анна Оберхаузер, Ясмин Хаслингер, Линда Пайшль. Тренер — Ян де Брандт.
  Словения: Лорена Лорбер-Фийок, Лея Янежич, Дарья Эржен, Брина Брачко, Жана Здовц-Спорер, Эва Заткович, Эва Погачар, Мирта Великонья-Грбац, Ная Бойса, Ника Маркович, Сара Джукич, Аня Мазей, Лина Винклер. Тренер — Грегор Розман.

#### Индивидуальные призы
MVP:  Эдина Бегич.